# San Ignacio de Moxos
San Ignacio de Moxos (abreviado: San Ignacio) es una ciudad y municipio de Bolivia, capital y ciudad más poblada de la provincia de Moxos del departamento del Beni. 
Está situada a 94 kilómetros al oeste de Trinidad, capital del departamento, a la que está unida por una carretera asfaltada. Otro camino, de 140 kilómetros, la conecta con San Borja, la localidad más poblada de la provincia del General José Ballivián. La capital moxeña se encuentra en el corazón del bosque llamado Chape Simena (Monte Grande), circundada por tres grandes curichis o pantanos, por el norte y este El Mesón; al sur el de La Tejería; y al oeste por el de la laguna Isireri. El municipio de San Ignacio cuenta con 21 114 habitantes según el censo INE 2012, siendo el sexto municipio más poblado del departamento incluyendo sus áreas urbana y rural.

## Historia

### Fundación
En 1686 el jesuita Antonio de Orellana, que se encontraba en la misión de Loreto en compañía del padre José de Vega cumpliendo instrucciones del superior, padre Pedro Marbán, fue enviado a estudiar la ruta que podía seguir para salir por el país de los yuracarés a la villa de Cochabamba. En su recorrido llegó a conocer a los indígenas casaveonos. En esas tierras habitaban los cañacures o canacurees que permanentemente tenían luchas con las naciones que habitaban las márgenes del Mamoré.
A los indígenas bautizados se les encomendó la tarea de preguntar a los tapimonos, coriyrionos, a los mismos cañacures y a los punuanas o paunanas, si apoyaban a que se funde una misión. Al encontrar resultados positivos, la tarea le fue dada a los jesuitas Antonio de Orellana y Juan de Espejo, acompañados del hermano Álvaro de Mendoza, realizando el cometido el 1 de noviembre de orillas del río Séñeri o Sénero, a 14 o 15 leguas al oeste de Trinidad.
San Ignacio de Moxos fue fundada el 1 de noviembre de 1689 por las misiones jesuitas comandadas por los reverendos jesuitas Antonio de Orellana, Juan de Espejo y el hermano Álvaro de Mendoza. Se fundó bajo la advocación de Ignacio de Loyola, que formó la Compañía de Jesús, y fue la primera localidad establecida pasando la margen izquierda del río Mamoré, cerca de arroyos Seveyuni y Canoa, y del río Sénero, a 20 kilómetros al sudeste de su sitio actual.
Años después, en 1743, fue trasladada al oeste, a 800 metros de la laguna Isireri, lugar que en la actualidad ocupa. La causa del cambio de lugar fue una epidemia de viruela y sarampión que casi diezmó la población. El encargado del traslado fue el padre jesuita Bartolomé Bravo y su colega Claudio José Fernández, que fundaron nuevamente el pueblo. El templo de la nueva localidad comenzó a edificarse en 1744 y fue concluido en 1752, es decir, es el único que queda en pie construido por los discípulos de la Compañía de Jesús.
“La construcción de la iglesia de tres naves, de de largo por 90 de ancho en 1694 en cuya inauguración, según el informe del p. Eguiluz, precedieron a la procesión más de 100 bailarines con disfraces de diversos animales de la selva. Forma particular de demostrar su alegría que se ha conservado en los pueblos de Moxos, en especial para la celebración de ciertas festividades religiosas”. (Pág. 242, Historia de Moxos, José Chávez Suárez).
La descripción de esta procesión lleva al origen de que en San Ignacio haya tanto folclore, el mismo se sigue conservando y que por ello le vale el título de ‘Capital Folclórica de Beni’ y su fiesta patronal, la Ichapekene Piesta, declarada por la Unesco como Patrimonio Cultural Intangible de la Humanidad.
En su visita a la misión de San Ignacio, el padre Diego Francisco Altamirano dio cuenta que en 1700 en este pueblo ya se habían bautizado 2.600 almas, de las cuales 500 fueron destinadas para la fundación de San Francisco Xavier.

### Actualidad
La localidad ha experimentado en las últimas tres décadas un gran crecimiento demográfico, acompañado de modernización y urbanidad.

## Geografía
El territorio de San Ignacio de Moxos comprende tres zonas geomorfológicas: el Escudo Precámbrico, los llanos de Moxos y la serranía subandina. La altitud del municipio de Moxos varía desde unos 3000 m s. n. m. en la parte más alta de la Serranía de Mosetenes al sur, hasta unos 150 m s. n. m. a la altura de los límites establecidos por el río Mamoré.

### Ubicación
El municipio de San Ignacio es el único municipio de la provincia de Moxos y limita por el noroeste con la provincia de Yacuma, en el suroeste la provincia del General José Ballivián, al sur con el departamento de Cochabamba, en el sureste con la provincia de Marbán, y en el noreste con la provincia de Cercado.
La localidad más grande y el centro administrativo de la provincia es la ciudad de San Ignacio de Moxos, en la parte noroeste del municipio.

## Clima
El clima de la región corresponde a un clima tropical transicional hacia un clima subtropical. Según la calificación Koeppen (1918), el clima del municipio es clasificado como clima subecuatorial y clima tropical de sabana, o sea que durante todos los meses del año existe una temperatura media mayor a 18 grados Celsius. En cuanto a la precipitación, el nivel promedio registrado en la estación de San Ignacio alcanza a 1500 mm.

## Demografía
De acuerdo con el censo boliviano de 2024, la población del municipio de San Ignacio de Moxos es de 21 578 habitantes.
La población del municipio aumentó aproximadamente una quinta parte entre 1992 y 2024:
| Año  | Habitantes (municipio) | Habitantes (localidad) | Fuente |
| ---- | ---------------------- | ---------------------- | ------ |
| 1976 | -                      | 3 020                  | Censo  |
| 1992 | 17 602                 | 4 832                  | Censo  |
| 2001 | 21 643                 | 9 240                  | Censo  |
| 2012 | 21 195                 | 10 054                 | Censo  |
| 2024 | 21 578                 |                        | Censo  |

La densidad de población del municipio en el censo de 2001 era de 0,9 habitantes / km ² y la proporción de población urbana era de 41,1 %.
La esperanza de vida de los recién nacidos en 2001 fue de 63,6 años.
La tasa de alfabetización entre los mayores de 19 años de edad es 79,4 %, mientras que 85,2 % y 72,4 % en los hombres y en las mujeres (2001).

## Transporte
San Ignacio se ubica a 94 kilómetros por carretera al suroeste de Trinidad, la capital departamental.
Las dos rutas troncales Ruta 3 y Ruta 24 se encuentran en San Ignacio. La ruta 3 conduce desde La Paz, la sede de gobierno de Bolivia, a través de Sapecho y Yucumo hasta San Ignacio y luego a Trinidad. La Ruta 24 viene del suroeste a San Ignacio y conecta la ciudad con Villa Tunari, a 260 kilómetros, desde donde hay conexiones viales a las ciudades de Cochabamba y Santa Cruz. Sin embargo, la ruta 24 no está totalmente conectada ya que cruza el Territorio indígena y parque nacional Isiboro-Sécure y los indígenas del parque nacional han mostrado su rechazo a la construcción de una carretera por medio de su territorio.
Un enlace por carretera corre hacia el norte desde San Ignacio hasta Santa Ana del Yacuma, unas 160 km al norte, y de allí hasta Exaltación.

## Títulos obtenidos
San Ignacio es la única misión moxeña donde los indígenas perpetuaron los conocimientos adquiridos durante de la época jesuítica, conservando las danzas, la música barroca y muchas de las costumbres. Por todo esto, con justeza, en 1975, en el primer festival departamental desarrollado en Trinidad, con motivo del Sesquicentenario de la independencia de la República, San Ignacio fue nombrada Capital Folclórica del Beni.
El músico e historiador ignaciano Luis Rivero Parada fue artífice del triunfo pues él formó un cuerpo de baile con un grupo de alumnos de la escuela Estanislao de Marchena para viajar a Trinidad donde interpretaron un ‘ramillete folclórico de San Ignacio de Moxos’, con un Achu con su chasquero (fuegos artificiales), luego le siguieron los Macheteros, el Sol y la Luna, las panderetas y otros bailarines que mostraron la variedad, riqueza cultural y colorido del folclore, alzándose con el primer premio.
El título de Capital Folclórica del Beni fue oficializado mediante la resolución N.º 06/2000 del 30 de marzo de 2000 del Consejo Departamental, a iniciativa del entonces consejero departamental por la provincia Moxos, Luis Rivero Parada.
En 1997 comenzó una cruzada para la restauración del templo, el único que queda en pie de los que construyeron los jesuitas en Moxos, por lo que se efectuó un encuentro de estudiosos y arquitectos de Brasil, Argentina, Paraguay, Chile y de la región boliviana de Chiquitos, que al finalizar se decidió nombrar a San Ignacio como Capital Espiritual de las Misiones de Cono Sur Sudamericano por la riqueza cultural, antropológica, material y arquitectónica que atesora, incluido el archivo musical de más de 8.000 folios. 
El 20 de septiembre de 2011 se promulgó la Ley 172 declarando a la Ichapekene Piesta como Patrimonio Cultural Inmaterial del Estado Plurinacional de Bolivia.
El 5 de diciembre de 2012 el Comité Intergubernamental para la Salvaguardia del Patrimonio Cultural Inmaterial de la Humanidad, en París (Francia), decidió incluir a la Ichapekene Piesta -Fiesta mayor de San Ignacio de Moxos- en la lista de Patrimonio Cultural Inmaterial de la Unesco.

## Cultura

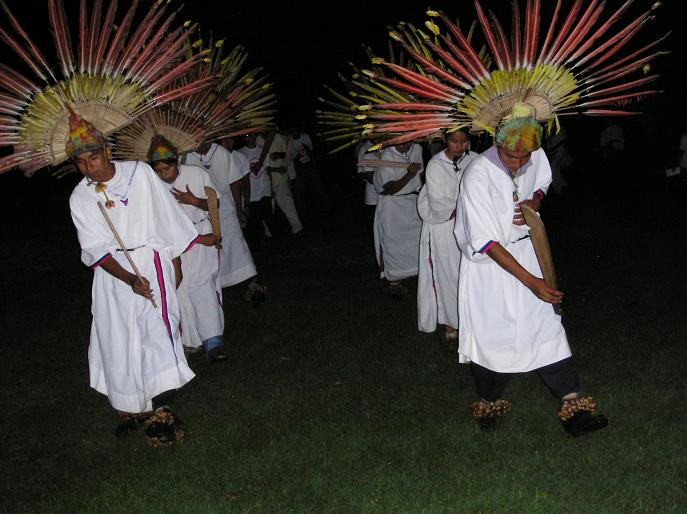
Danza de los macheteros típico de los Moxos.

La principal festividad ignaciana se desarrolla cada año desde el 7 de julio, con la tala y recepción del palo encebao a cargo del Cabildo Indígena, y concluye el 10 de agosto, con la festividad de San Lorenzo Mártir.
La danza más representativa es la de los Macheteros o Chirípierus, que se constituyen en los guerreros solares vestidos del atractivo plumaje hecho con colas de parabas, que ayudan a Ignacio de Loyola en su lucha para recuperar la bandera de la cristiandad y defender a los antepasados moxeños frente a los infieles o enemigos. El principal cultor de la música (taquirari) de los Macheteros fue el maestro indígena Cirilo Yaca Émata.
Los guardianes de la bandera cristiana son los Achus o Ichasianana, considerados amos del bosque y del agua, que con su lenguaje festivo y bromista bailan al son de sus propios taquiraris y la noche del 30 de julio queman los ‘chasqueros’ o fuegos artificiales que llevan en la copa de sus largos sombreros hechos de cuero crudo de vacuno, simbolizando el don de la luz y de la clarividencia.
La Ichapekene Piesta, nombre en el idioma moxeño-ignaciano que en español quiere decir 'La más grande de todas las fiestas', se desarrolla entre el 30 de julio y el 2 de agosto, atrae a miles de turistas que disfrutan del colorido folclore. El santo patrono de la población es Ignacio de Loyola, fundador de la Compañía de Jesús, cuya festividad, según el santoral católico, es el 31 de julio.
Una tercera danza que respalda el carácter mestizo de la Ichapekene Piesta es la de las Mascaritas, cuyas caras rosadas, barba llena y cabellos ensortijados representan al carayana u hombre blanco que llegó a habitar las llanuras moxeñas, primero como sacerdotes que convirtieron al cristianismo a los indígenas, y luego como pobladores y criadores de ganado vacuno procedentes de Santa Cruz, a fines del siglo XIX y principios del XX.

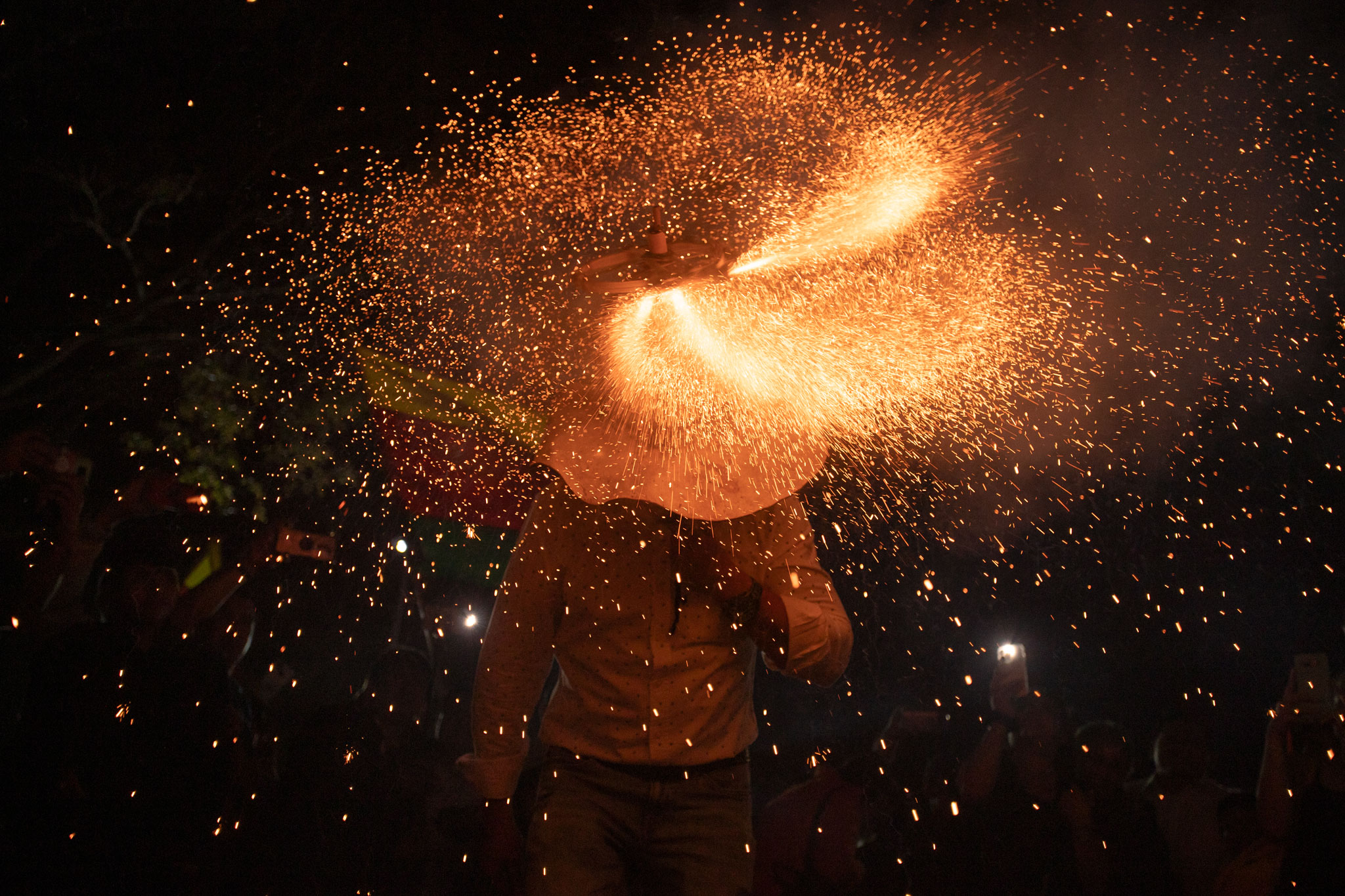
Chesquero.

La farándula mayor de esta festividad se desarrolla a partir de las 14:00 del 30 de julio, víspera del día de San Ignacio de Loyola. Pero una procesión similar ocurre el mismo 30 pero a las 4:00, con la imagen de Santiago Apóstol, la cual culmina cerca de las 6:00 con un estruendoso ‘camaretazo’ en el atrio del templo.
El 30 de julio al mediodía alrededor de la plaza principal un jinete llamado Tintiririnti, montado en un caballo y tirado por los Achus, anuncia la llegada de fiesta. Por la tarde se aprecia la imagen de Ignacio de Loyola custodiada por la guardia pretoriana llamada ‘judíos’, integrado por gente del Cabildo Indígena.
Desde el Belén (así se llama la sede del Cabildo Indígena), situado en la parte posterior del templo, los conjuntos folclóricos van llegando luciendo multicolores atuendos al son de las bombillas o conjuntos musicales, que interpretan melodías nativas o taquiraris.
Entre otras danzas que desfilan están la pareja de gigantes conocida como Juana Tacora o Wanatecure, los Asáñare (tigrillos), los Wacárapi (toritos), los Achane Tupana (pigmeos), los Cajáwana (ciervos), los Ajucharaqui, los Chunchos, los Ovejos, los Caballos, los Angelitos, los Chiñisiris, los Sipasiñeque, los Canitsianas, que forman conjuntos de varias parejas.

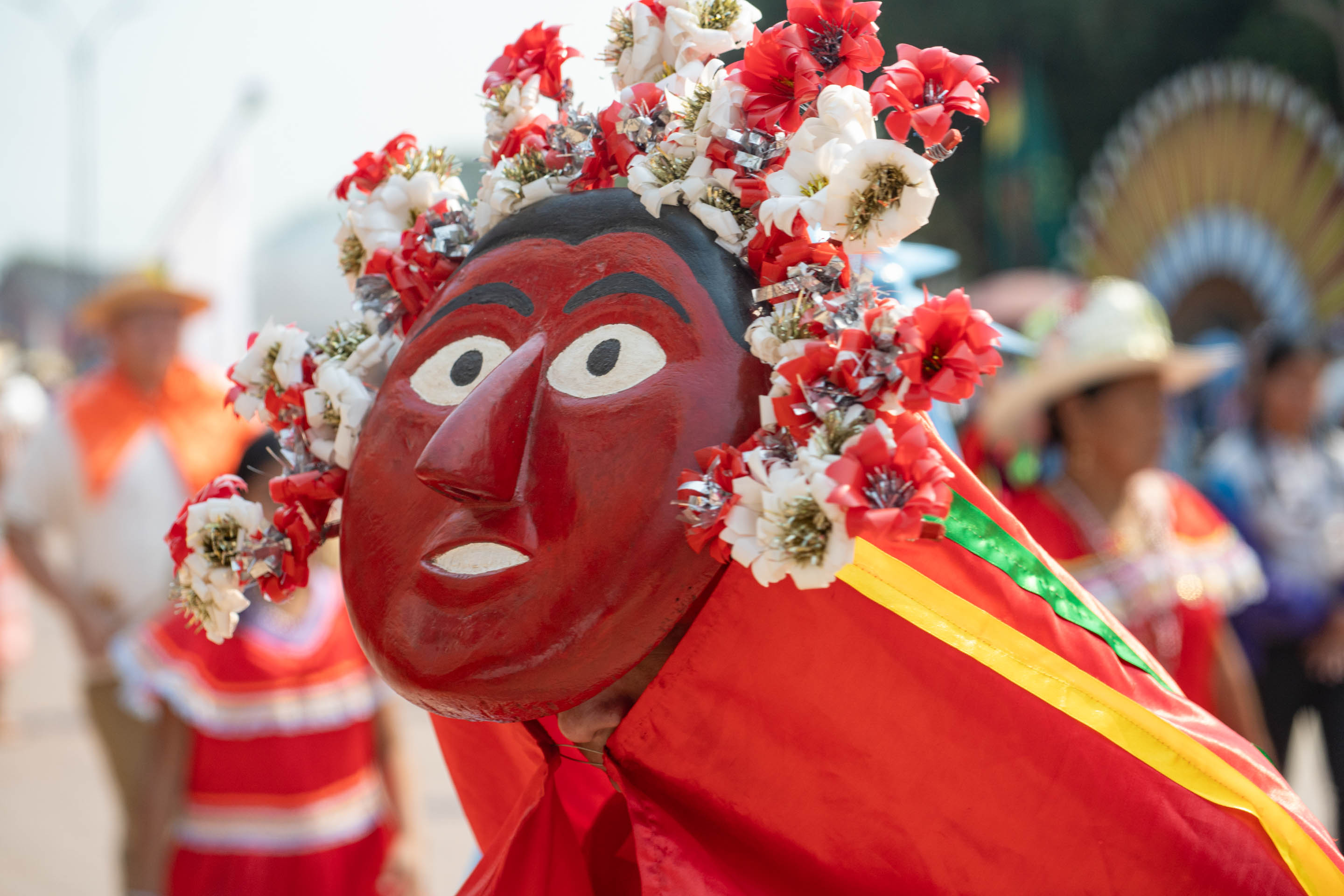
Máscaras en el baile del sol y la luna.

Asimismo, son partícipes los danzarines solitarios o a veces dos o tres individuos como el Sol y la Luna, o los Cavitocusiri, el Japutuqui, los Púsimira (cara de posetacú u hormiguero), los Júari (pandereta), el Yaguarito, el Tamucumirá (cara de perro), y el Jucumari (oso de la montaña).
Las mujeres se visten de coloridos tipois de satén o bien de algodón nativo e integran los grupos de abadesas o mamas (mujeres de avanzada edad) y las moperitas o Amaperuchicha, que son las mozas, así como la danza del Sarao.
Además de las bombillas no faltan las bandas de música que interpretan la canción tradicional llamada Piama, y otros temas nativos.

## Atractivos

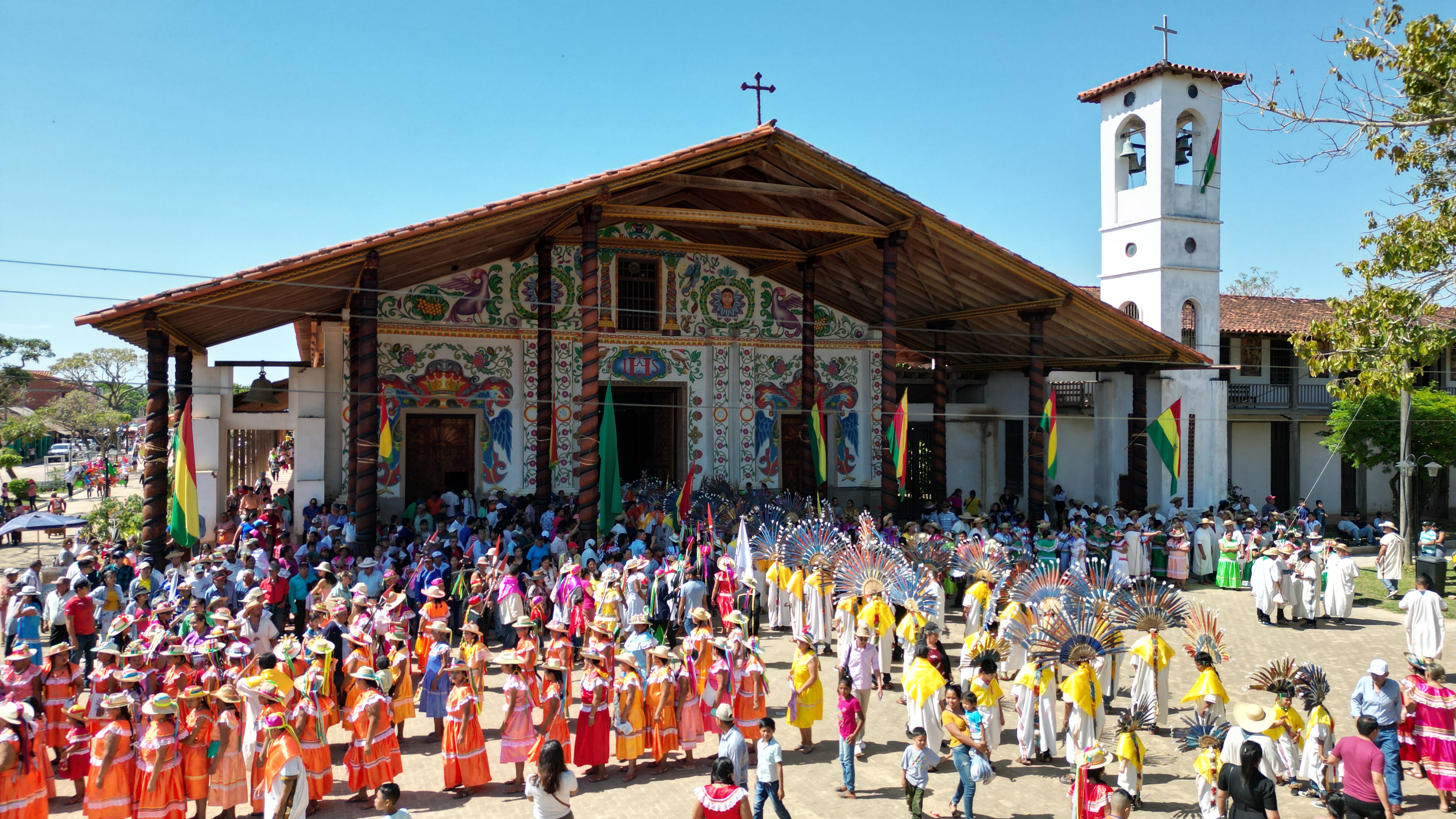
Iglesia de San Ignacio durante una festividad.

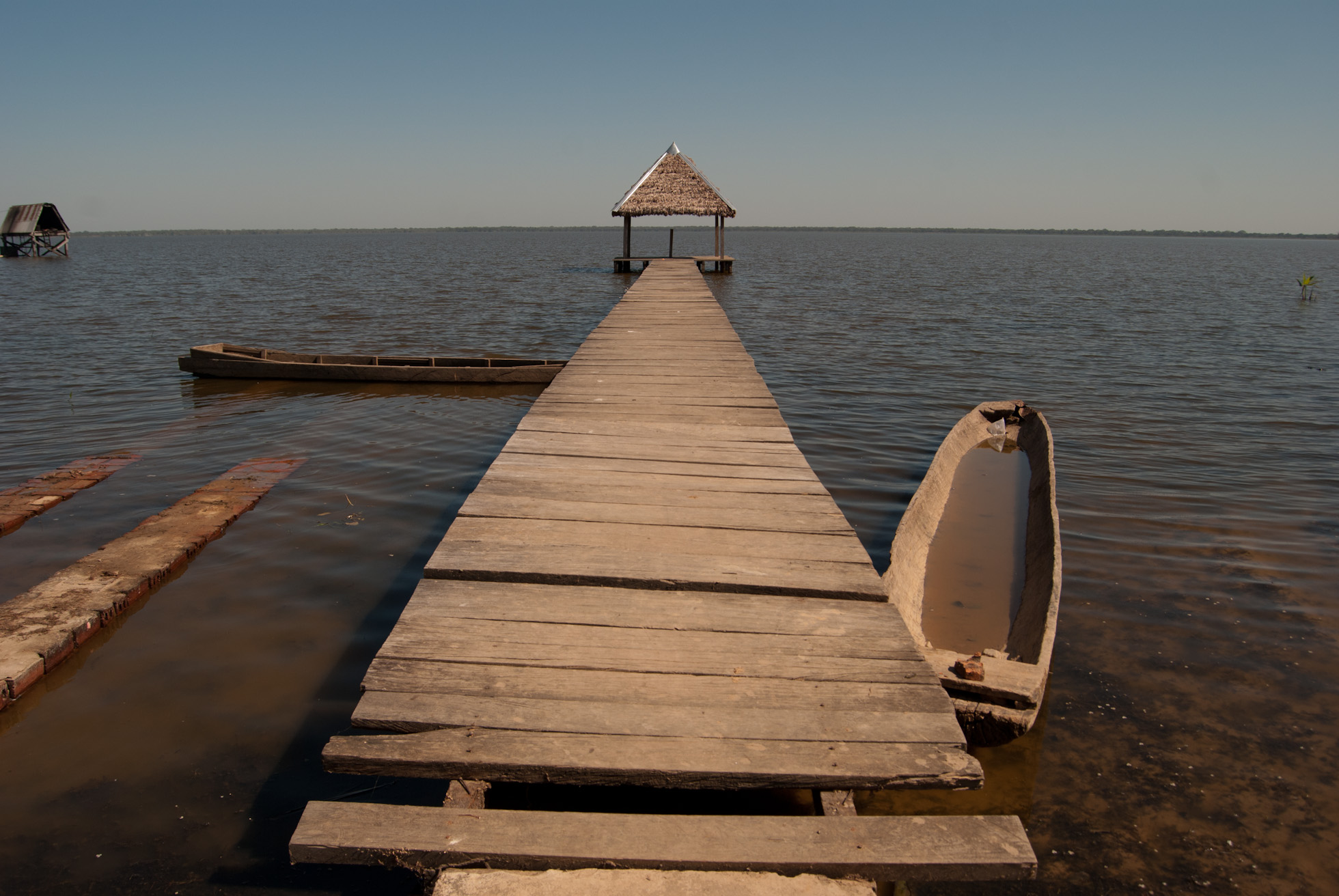
Vista de la laguna Isireri en las afueras de San Ignacio.

Aparte de las procesiones y manifestaciones folclóricas San Ignacio de Moxos tiene sitios interesantes que merecen ser visitados, como el museo que guarda reliquias religiosas tanto en joyería, imágenes y tallados antiguos, como de escenas de la vida prejesuítica de la región.
El templo es el único construido por los jesuitas que no fue derribado como sucedió en los demás pueblos en el departamento del Beni. Tiene más de 250 años y varias veces fue restaurado, siendo la más reciente la iniciada en 1995, que concluyó en 2003.
En el edificio de la parroquia está el Archivo Musical de Moxos, con más de 8.000 hojas de partituras heredadas de la colonia y con aporte de los nativos, los mismos que las guardaron celosamente por muchos años y que hoy son restauradas.
- Instituto de Música: Fue establecido en 1996, también tiene su sitial por la labor que ejerce en la población brindando educación musical gratuita y logrando formar un coro y orquesta estable los mismos que cada año realizan giras internacionales por Europa y países vecinos y se lo conoce como Ensamble Moxos.

- Laguna Isireri: A 800 metros de la localidad de San Ignacio está un espejo de agua con más de 20 kilómetros cuadrados. Tiene una leyenda de un espíritu tutelar, que es un niño moxeño que fue ‘tragado’ por las aguas y que se transformó una gran serpiente acuática (sicurí o anaconda).

## Autoridades
La autoridad política de la provincia Moxos es el subgobernador, que para el periodo 2021-2026, fue elegido Miguel Ángel Cáumol, del MAS.
El alcalde municipal es Juan Carlos Abularach Suárez. Los concejales municipales elegidos en los comicios del 7 de marzo para el periodo 2021-2026, son: María del Carmen Salazar Ortiz, Ruddy Arias Salas y Mercedes Dagna Yabeta Cardona, del partido del alcalde (Todos-Juntos); Rodolfo Suárez Ardaya, María Teresa Limpias Chávez y Fernando Fañio Velásquez (MAS); y Vilma Aguirre Peña de la agrupación indígena CPEM-B. El corregidor es Mariano Matareco Cartagena (MAS); mientras que los asambleístas departamentales son: Cecilia Giraldo Justiniano y Rafael Pabón Arias (MAS) y Yoissy Zelada Viana (Todos-Juntos).